# Luis Posada Carriles
Luis Clemente Faustino Posada Carriles alias Bambi, Basilio, Commissario Basilio (Cienfuegos, 15 febbraio 1928 – Miami, 23 maggio 2018) è stato un terrorista cubano con cittadinanza venezuelana naturalizzato statunitense, ex agente segreto della CIA.

## Biografia
Nel 1954 si trasferisce a L'Avana ed entra nella cerchia delle personalità vicine a Fulgencio Batista per poi diventare un collaboratore segreto della polizia segreta batistiana. Nel 1957 diventa il tramite tra la polizia cubana e l'FBI statunitense. Nel 1959 dopo il trionfo della Rivoluzione cubana, Posada Carriles entra a far parte di piccoli gruppi di oppositori controrivoluzionari che organizzano azioni clandestine per sovvertire il sistema instaurato con la rivoluzione.
Durante questo periodo, grazie ai suoi studi precedenti in chimica e fisica, diventa un vero esperto in esplosivi. Nel 1961 si trasferisce a Miami. Appena giunto negli Stati Uniti diventa membro dell'Operazione 40 (organizzazione militare della CIA creata dal presidente Eisenhower che ha come obiettivo quello di eliminare i Capi di Stato che si oppongono alla politica statunitense) e dell'operazione Mangusta (che stava preparando l'invasione a Playa Giron, successivamente ribattezzata baia dei Porci).
Nel 1962 diventa membro effettivo della CIA. In questi anni è inviato in qualità di assessore per la sicurezza in Guatemala, El Salvador, Cile, Argentina e Venezuela. In Venezuela entra a far parte della Direzione dei servizi segreti di Intelligence e prevenzione. Con lo pseudonimo di “Commissario Basilio” si scontra con gruppi con tendenze comuniste o socialiste. Nel 1975 entra a far parte del operazione Condor (una potente alleanza tra la CIA e i capi militari di destra sparsi in tutta l'America Latina).
Nel 1976 entra a far parte di una alleanza mondiale elle estreme destre che conduce al suo ingresso nell'operazione Gladio (creata a scopo difensivo contro una eventuale invasione sovietica in Europa). Nei primi mesi di permanenza nell'organizzazione organizza 6 attentati terroristici contro installazioni cubane sparse per il mondo (Portogallo, Costa Rica, Giamaica, Colombia). Fonda, insieme al suo amico Orlando Bosch, il CORU (Comitato di Organizzazioni Rivoluzionarie Unite) e organizza un attentato contro un aereo civile della compagnia aerea Cubana de Aviacion: una bomba esplode sull'aereo in volo al largo delle Barbados uccidendo 73 civili (inclusa l'intera squadra giovanile cubana di scherma). Posada Carriles e Orlando Bosch sono arrestati a Caracas.
Nel 1985 fugge di prigione durante un cambio di guardia. Viene trasferito prima in Costa Rica e poi a El Salvador attraverso aerei privati della Fondazione Nazionale Cubano-Americana (organizzazione di cubani di Miami) mentre in seguito, entra a far parte della rete controllata dalla CIA che si prefigge di preparare una lotta armata contro il governo sandinista del Nicaragua. Nel 1992 la Fondazione Nazionale Cubano-Americana crea un'ala militare (il Fronte Nazionale Cubano) per organizzare attentati contro Cuba e la dirigenza di governo, con Posada Carriles che ne fa parte.
Nel 1997 la FNCA, tramite Posada Carriles organizza una serie di attentati dinamitardi che colpiscono le più importanti installazioni turistiche cubane. In uno di questi attentati perde la vita il turista italiano Fabio Di Celmo. Nel 1998 due giornalisti del New York Times intervistano Posada Carriles che ammette di essere l'organizzatore degli attentati a Cuba e di aver agito alle dipendenze della Fondazione Nazionale Cubano-Americana che a tal fine, gli ha elargito una somma pari a 200.000 dollari.
Nel 2000 Posada Carriles è arrestato a Panama con l'accusa di aver organizzato un complotto per uccidere Fidel Castro in visita a Panamá. Prima del giudizio viene rilasciato grazie ad un'amnistia concessa dal presidente uscente. Nel 2005 entra irregolarmente negli Stati Uniti attraverso il Messico e viene arrestato per il reato di immigrazione clandestina. Richiede l'asilo politico per evitare l'estradizione richiesta da Cuba e dal Venezuela. Nel 2007 esce dal carcere su cauzione: a poche ore dal processo, il giudice texano Kathleen Cardone fa cadere l'accusa di immigrazione clandestina e Posada Carriles si trasferisce quindi a Miami, dove vive con la sua famiglia fino alla sua morte.